# Nagoja (stacja kolejowa)
Nagoja (jap. 名古屋駅 Nagoya-eki) – główna stacja kolejowa w Nagoi w Japonii i zarazem jeden z największych dworców kolejowych na świecie o powierzchni 446 000 m². Na jego terenie znajdują się dwa wieżowce JR Central Towers, będące siedzibą Central Japan Railway Company.

## Linie
- Linia JR
  - Linia Tōkaidō Shinkansen (w kierunku: Shin-Yokohamy, Tokio oraz Kioto i Shin-Osaki)
  - Główna Linia Tōkaidō (do Gifu, Ōgaki, Maibara oraz Ōbu, Kariya, Okazaki, Gamagori, Toyohashi i Hamamatsu)
  - Główna Linia Chūō (do Kozoji, Tajimi i Nakatsugawy)
  - Linia Kansai (do Yokkaichi, Tsu i Kameyamy)
  - Linia Takayama (do Gero i Takayama)
- Metro w Nagoi
  - Stacja linii Higashiyama (H08)
  - Stacja linii Sakura (S02)

## Przylegające stacje
- Dworzec Meitetsu Nagoya przy (Magistrali Nagoya)

Linia Nagoya (Wschód) i Linia Toyokawa: do Chiryu, Higashi Okazaki, Toyohashi i Toyokawa Inari
Linia Nagoya (Zachód): do Meitetsu Ichinomiya i Meitetsu Gifu
Linia Mikawa i Linia Nishio: do Kariya, Hekinan, Nishio i Kira Yoshida
Linia Tokoname: do Otagawa, Chita Handa, Kowa, Utsumi, Tokoname i Portu Lotniczego Chubu
Linia Inuyama: do Iwakury, Inuyamy, Mikakino i Shin Kani
Linia Tsushima: do Tsushimy, Sai i Yatomi
- Dworzec Kintetsu Nagoya (Kintetsu)

Linia Kintetsu Nagoya: do Yokkaichi, Tsu, Ise, Nakagawy, Matsusaki, Iseshi, Toby i Osaki
- Linia Aonami (AN01) (do Kinjo-Futo i Międzynarodowej Hali Wystawowej w Nagoi)